# Giro dell’Appennino 2017
Der 78. Giro dell’Appennino 2017 war ein italienisches Straßenradrennen im Apennin. Das Eintagesrennen fand am Sonntag, den 9. April 2017, statt und startete in Novi Ligure und endete in Chiavari nach 199 km. Zudem gehörte das Radrennen zur UCI Europe Tour 2017 und war dort in der Kategorie 1.1 eingestuft.

## Teilnehmende Mannschaften
| Professional Continental Teams (5)- Androni Giocattoli - Bardiani CSF - Gazprom-RusVelo - Nippo-Vini Fantini - Wilier Triestina-Selle Italia Continental Teams (11)- 0711/Cycling - Amore & Vita-Selle SMP-Fondriest - Bicicletas Strongman - D'Amico-Utensilnord - GM Europa Ovini - Meridiana Kamen - Sangemini-MG.Kvis - Tirol - Unieuro Trevigiani-Hemus 1896 - Vorarlberg - WSA-Greenlife Nationalmannschaften (2)- Italien - Russland |
| |

## Rennergebnis
| \| Gesamtwertung \| Gesamtwertung \| Gesamtwertung \| Gesamtwertung \| Gesamtwertung \| \| Fahrer \| Fahrer \| Land \| Team \| Zeit \| \| ------------- \| ------------------ \| ------------- \| -------------------------------- \| --------------- \| \| 1. \| Danilo Celano \| Italien \| Amore & Vita-Selle SMP-Fondriest \| 5 h 00 min 30 s \| \| 2. \| Egan Bernal \| Kolumbien \| Androni-Sidermec-Bottecchia \| + 16 s \| \| 3. \| Manuel Senni \| Italien \| Italien \| + 16 s \| \| 4. \| Cristian Rodríguez \| Spanien \| Wilier Triestina-Selle Italia \| + 16 s \| \| 5. \| Rodolfo Torres \| Kolumbien \| Androni-Sidermec-Bottecchia \| + 16 s \| \| 6. \| Mattia Cattaneo \| Italien \| Androni-Sidermec-Bottecchia \| + 16 s \| \| 7. \| Fausto Masnada \| Italien \| Androni-Sidermec-Bottecchia \| + 34 s \| \| 8. \| Matteo Busato \| Italien \| Wilier Triestina-Selle Italia \| + 34 s \| \| 9. \| Ivan Santaromita \| Italien \| Nippo-Vini Fantini \| + 34 s \| \| 10. \| Óscar Sánchez \| Kolumbien \| Bicicletas Strongman \| + 34 s \| |                    |           |                                  |                 |
| |                    |           |                                  |                 |
| Quelle: ProCyclingStats |                    |           |                                  |                 |
| Gesamtwertung |                    |           |                                  |                 |
| Fahrer | Fahrer             | Land      | Team                             | Zeit            |
| 1. | Danilo Celano      | Italien   | Amore & Vita-Selle SMP-Fondriest | 5 h 00 min 30 s |
| 2. | Egan Bernal        | Kolumbien | Androni-Sidermec-Bottecchia      | + 16 s          |
| 3. | Manuel Senni       | Italien   | Italien                          | + 16 s          |
| 4. | Cristian Rodríguez | Spanien   | Wilier Triestina-Selle Italia    | + 16 s          |
| 5. | Rodolfo Torres     | Kolumbien | Androni-Sidermec-Bottecchia      | + 16 s          |
| 6. | Mattia Cattaneo    | Italien   | Androni-Sidermec-Bottecchia      | + 16 s          |
| 7. | Fausto Masnada     | Italien   | Androni-Sidermec-Bottecchia      | + 34 s          |
| 8. | Matteo Busato      | Italien   | Wilier Triestina-Selle Italia    | + 34 s          |
| 9. | Ivan Santaromita   | Italien   | Nippo-Vini Fantini               | + 34 s          |
| 10. | Óscar Sánchez      | Kolumbien | Bicicletas Strongman             | + 34 s          |